# Raffiapalmer

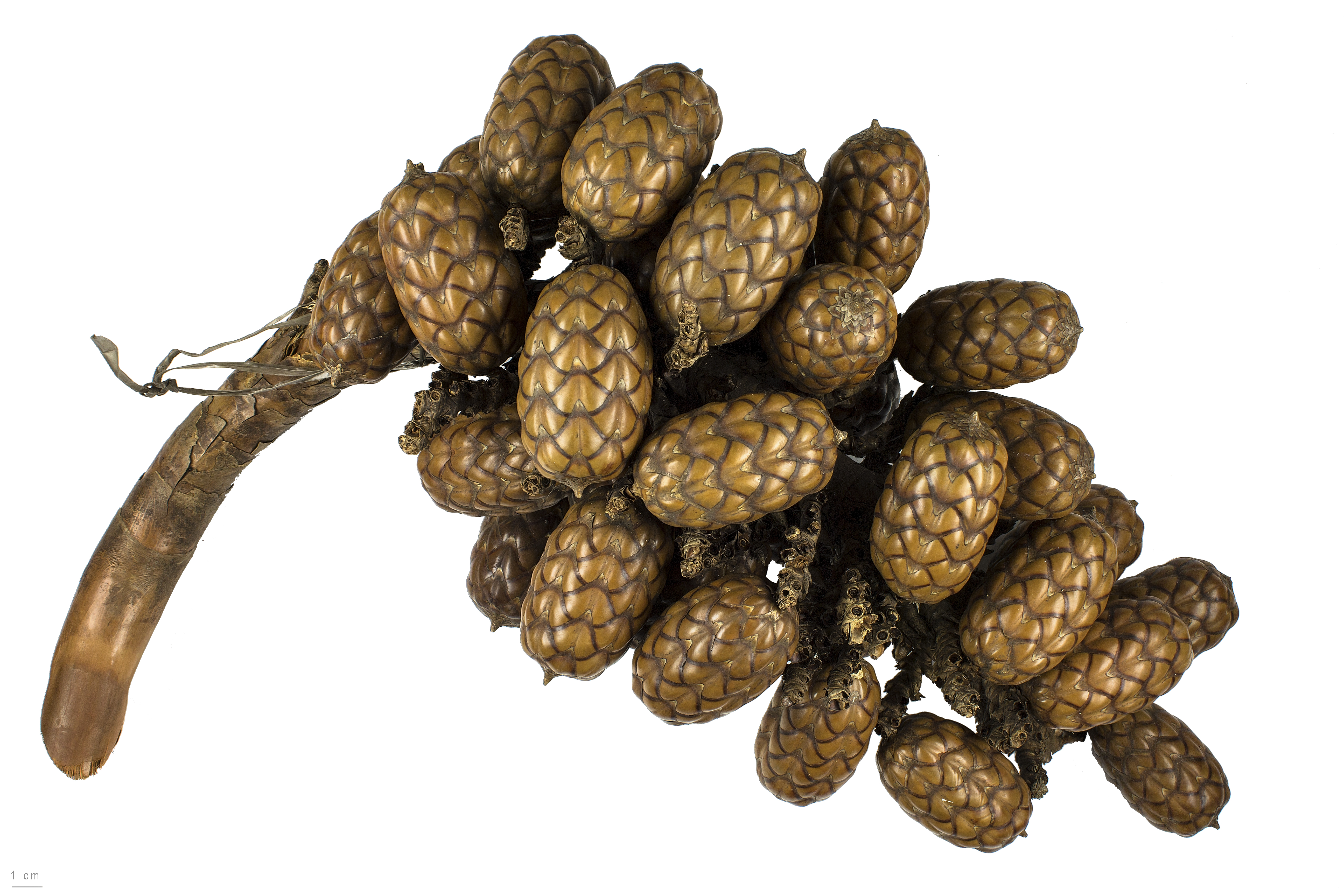
Frukter och frön av Raphia taedigera

Raffiapalmer (Raphia) är ett släkte av enhjärtbladiga växter. Raffiapalmer ingår i familjen Arecaceae. Raffiapalmer är palmer med långa blad. Av vissa av bladens fibrer gör man snöre, flätarbeten och textiler.
De flesta raffiapalmarter härstammar från det tropiska Afrika, i synnerhet Madagaskar. En art förekommer i Latinamerika.
Raffiapalm odlas för att väva tyger, till exempel i Kungariket Kuba i Centralafrika.

## Arter
Arter i alfabetisk ordning enligt Catalogue of Life:

- Raphia africana
- Raphia australis
- Raphia farinifera
- Raphia gentiliana
- Raphia hookeri
- Raphia laurentii
- Raphia longiflora
- Raphia mambillensis
- Raphia mannii
- Raphia matombe
- Raphia monbuttorum
- Raphia palma-pinus
- Raphia regalis
- Raphia rostrata
- Raphia ruwenzorica
- Raphia sese
- Raphia sudanica
- Raphia taedigera
- Raphia textilis
- Raphia vinifera

## Bildgalleri, raffiafiber

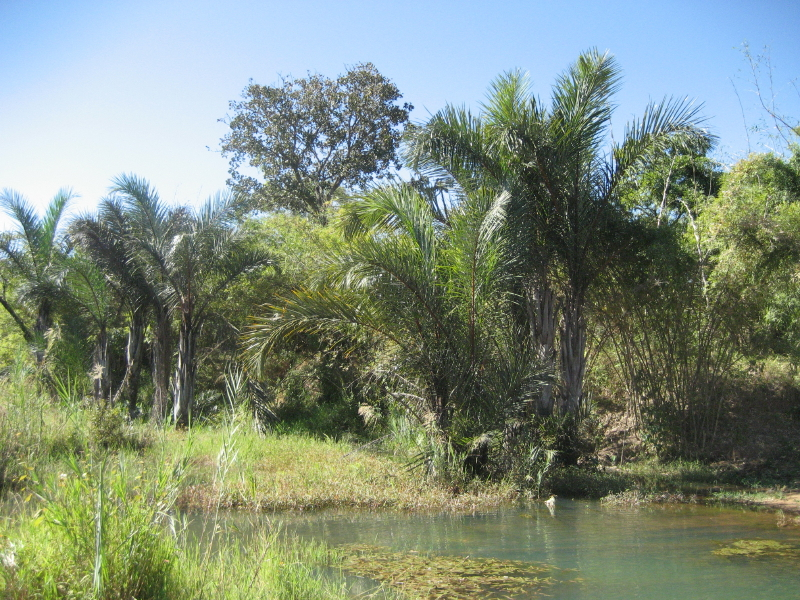
Raphia farinifera i Mocambique
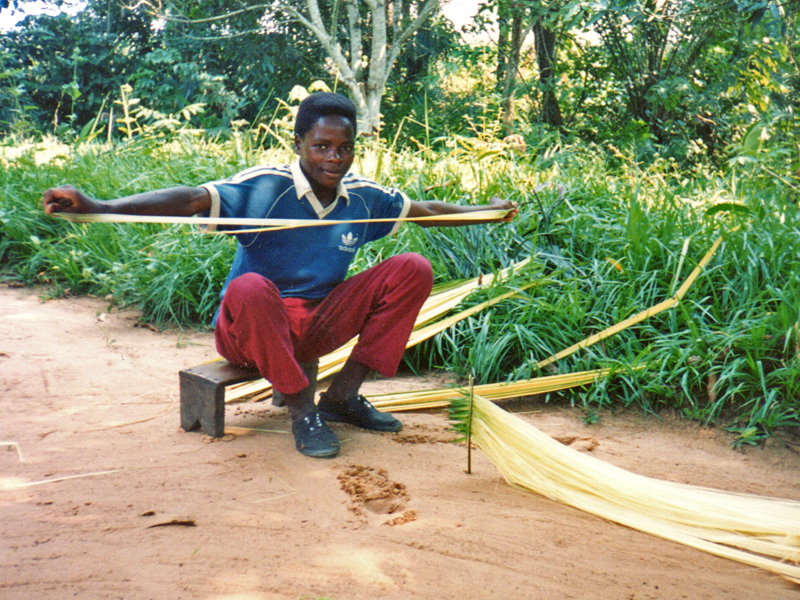
Arbete med att frilägga fibrer, regionen Bandundu i Demokratiska Republiken Kongo
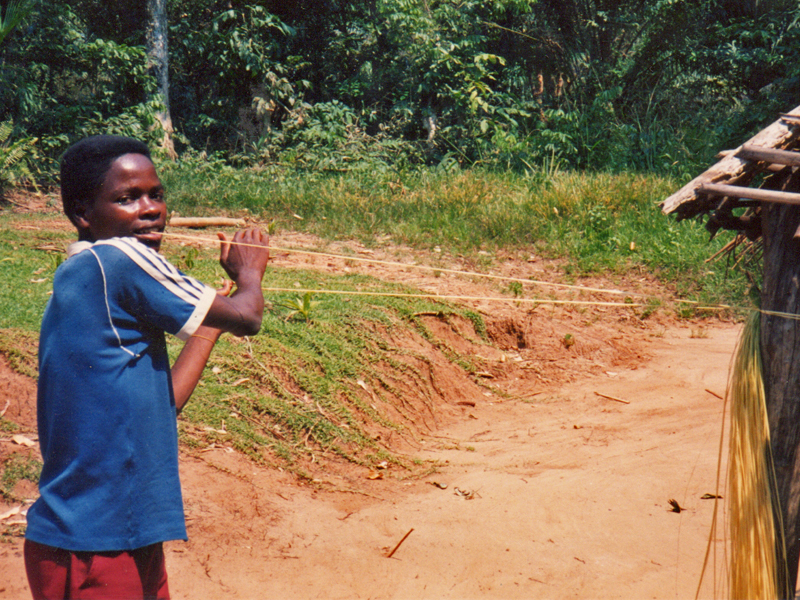
Repslagning
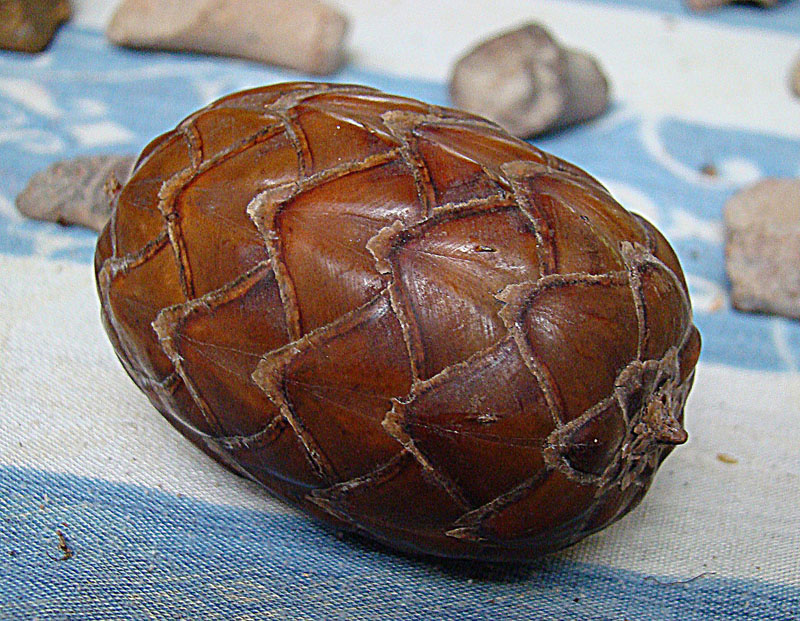
Frö från Raphia taedigera från Costa Rica
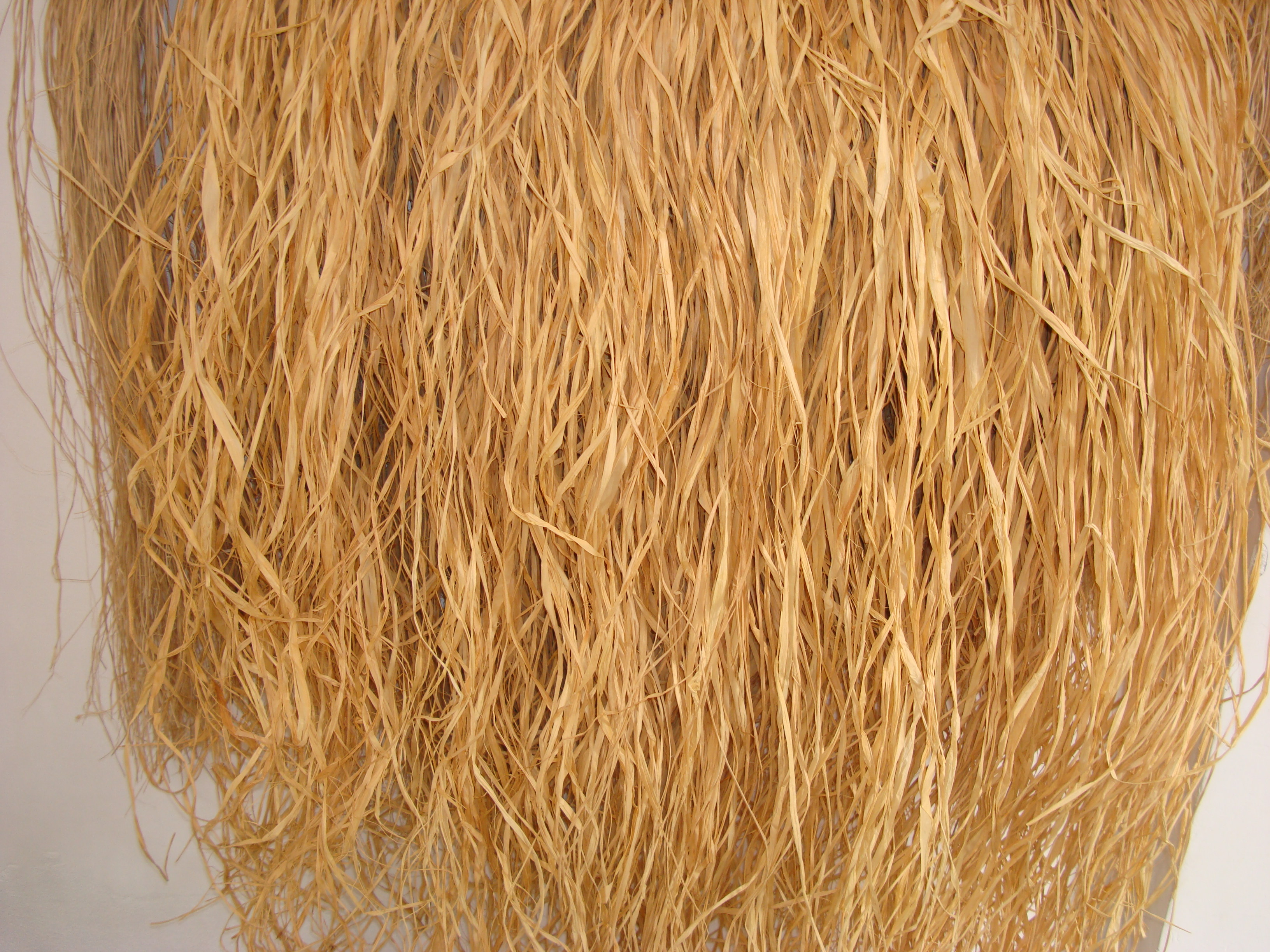
Fiber från Raphia vinifera
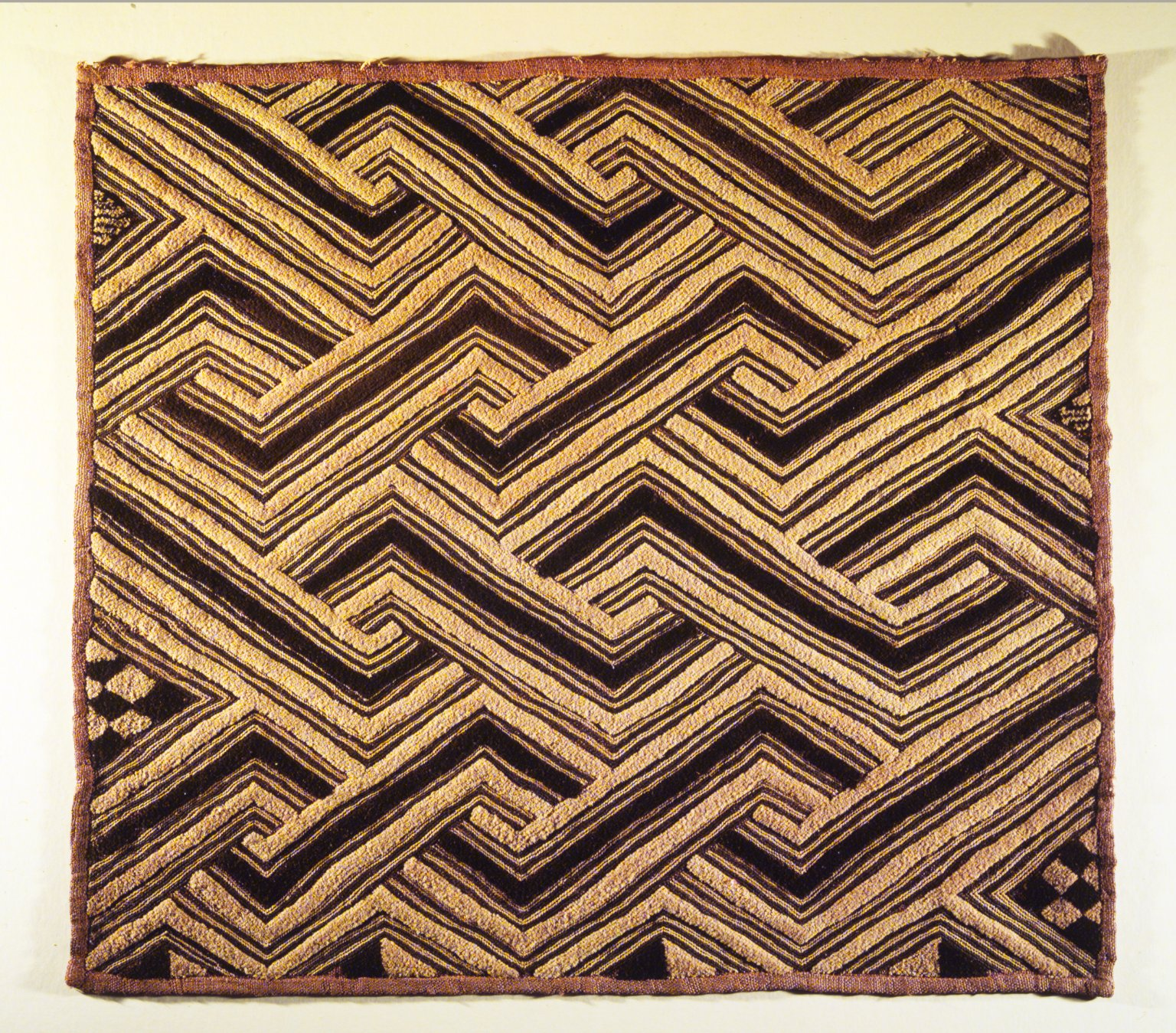
Raffiatyg från Kungariket Kuba
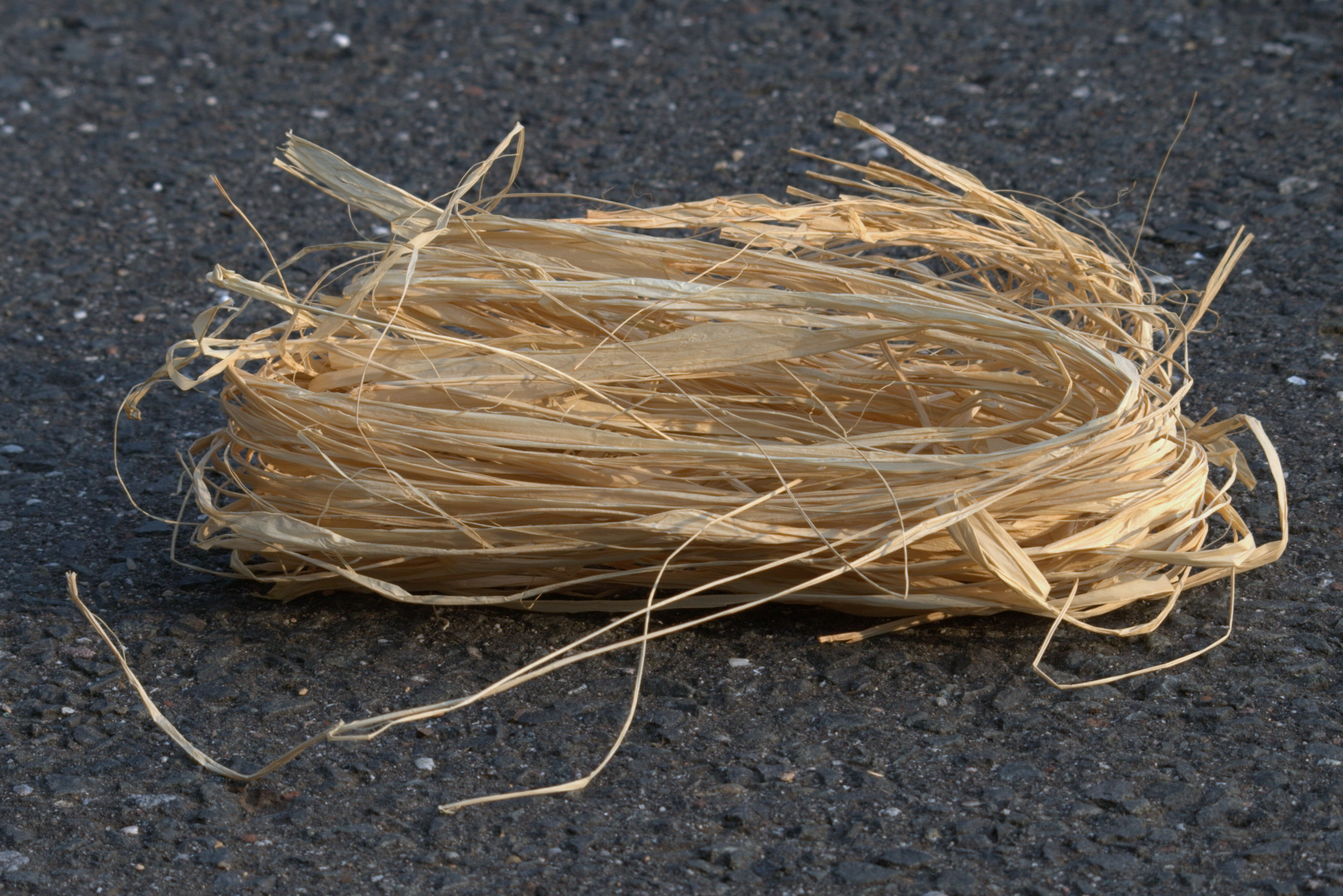
Fibrer
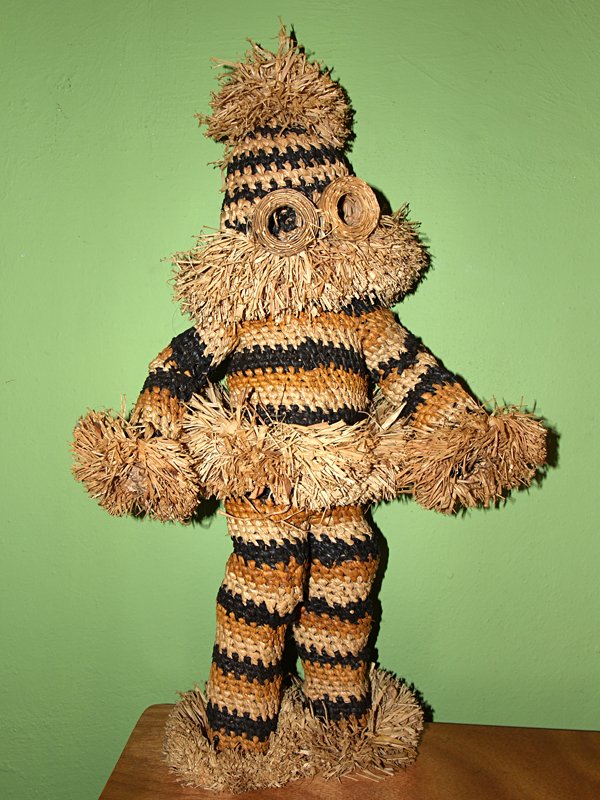
Raffifiberandedocka från Pendefolket i Demokratiska republiken Kongo
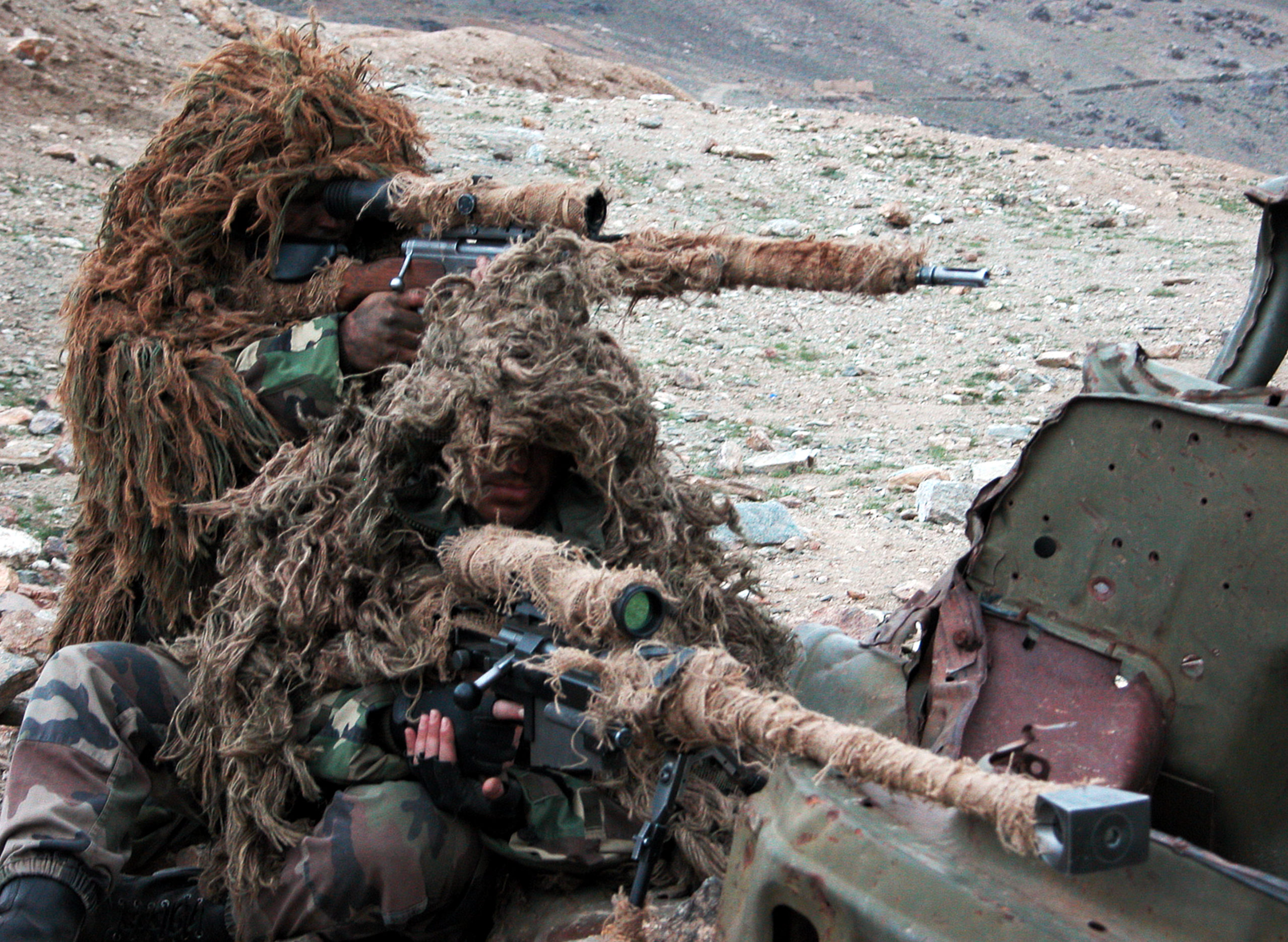
Franska krypskyttar i Afghanistan 2005 i raffia-kamouflage
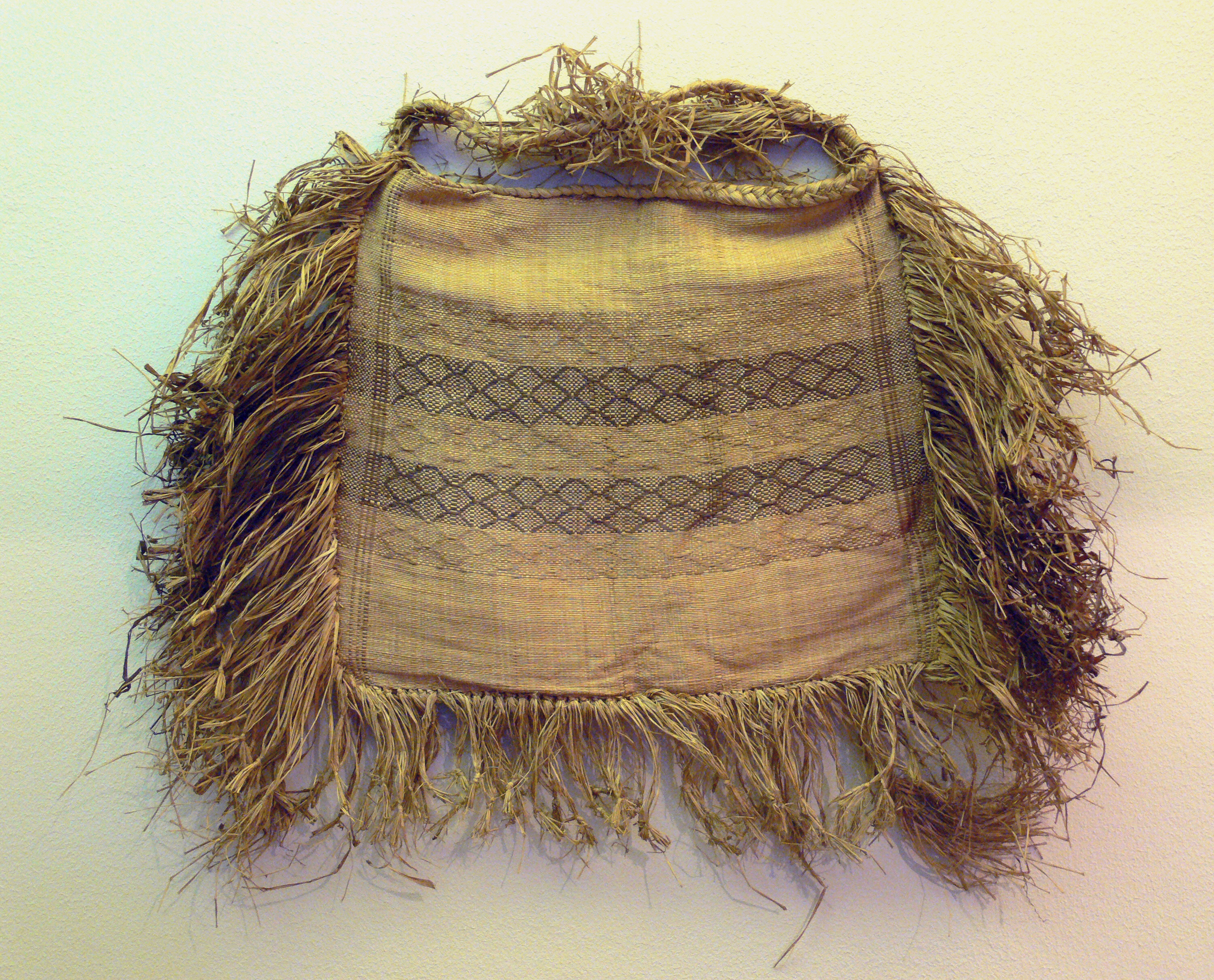
Väska från Ekoi i Kamerun